# Paris-sous-Seine
Paris-sous-Seine est la cent-septième histoire de la série Spirou et Fantasio de Jean-David Morvan et José Luis Munuera. Elle est publiée pour la première fois dans Spirou du no 3446 au no 3459. C'est la première histoire de Spirou par la nouvelle équipe, Morvan & Munuera, après une interruption de six ans due à l'échec que les auteurs précédents, Tome & Janry, avaient rencontré en voulant faire évoluer la série vers plus de réalisme avec Machine qui rêve.

## Univers

### Synopsis
Le comte de Champignac, pris d'une fièvre humanitaire, crée une invention destinée à irriguer les déserts en faisant s'évaporer l'eau avant de transporter les nuages ainsi créés au-dessus des zones visées. Cependant, peu de temps avant l'inauguration de son invention, il est enlevé par des robots qui emportent l'invention avec eux.
Quelque temps plus tard, Paris se retrouve inexplicablement inondée. Spirou et Fantasio, qui aperçoivent un des robots kidnappeurs à la télévision, se rendent sur les lieux à la recherche du Comte. Ce dernier découvre pendant ce temps que la personne qui l'a enlevé n'est autre que Miss Flanner, une ancienne camarade d'études.
Lorsque les deux héros retrouveront enfin le comte, ils comprendront qu'il n'a jamais été véritablement prisonnier et que Miss Flanner est atteinte d'une maladie incurable. Sur l'injonction du Comte, ils la laisseront partir, non sans quelques réticences.

### Personnages
- Le Comte de Champignac
- Fantasio
- Miss Flanner (première apparition)
- Seccotine
- Spip
- Spirou

## Publication

### Revues
- Publié pour la première fois dans le journal Spirou du n°3446 au n°3459[1].

### Album
- L'album a bénéficié de plusieurs éditions. Tout d'abord, une édition hors commerce limitée à 1500 exemplaires a été offerte aux nouveaux abonnés du Journal Spirou par Dupuis en 2004. La librairie Boulevard des Bulles a également tiré un tirage de luxe à la même période. Enfin, Khani Editions et Imbroglio ont chacun édité un tirage de tête différents[2].